# Halyna Pahutiak
Halina Vasilivna Pahutiak (en ucraniano: Галина Василівна Пагутяк; Zalokot, 26 de julio de 1958) es una escritora ucraniana conocida por su ficción fantástica. Combina "el estilo hermético del realismo mágico con géneros populares y temas vampíricos", Los relatos de Pahutiak emplean "metamorfosis fantásticas, visiones femeninas maternales y sueños infantiles". Su novela El siervo de Dobtomyl (2006) ganó el Premio Nacional Shevchenko de Literatura en 2010.

## Biografía
Pahutiak nació en Zalokot, un pueblo de la raión de Drohóbych del óblast de Lviv, en Ucrania occidental. Cuando era pequeña, sus padres se trasladaron a Urizh, no lejos del lugar de nacimiento del escritor ucraniano del siglo XIX, Iván Frankó. Tras licenciarse en filología ucraniana en la Universidad Nacional Taras Shevchenko de Kiev, regresó a su ciudad natal y se instaló en Leópolis. Publicó sus primeros libros durante la era soviética. Era muy persistente y siempre iba en contra de la voluntad de los editores, sin miedo a criticar las costumbres soviéticas. A pesar de ello, el libro "Maestro" (1986), publicado por la editorial de Kiev "Escritor Soviético", se publicó con una tirada fantástica y para la Ucrania actual de 65 mil ejemplares.
La protagonista de "Notas de un pajarillo blanco" (1999) es una mujer muda, en sintonía con la difícil situación de las mujeres cuyos hijos han muerto o aún no han nacido, que busca un acercamiento entre su yo y el lenguaje.
El relato de Pahutiak "Avantiurkik z Urozha" (Aventurero de Urozha) utiliza el género del reportaje de reconstrucción, abriendo con experiencias y recuerdos actuales antes de cambiar suavemente a un escenario del siglo XVII.
En 2015, se utilizó un fragmento de la obra de Halyna Pagutyak en las tareas de evaluación externa independiente (EIE) en lengua ucraniana sin el permiso de la autora. En cinco tareas (n.º 29-33) era necesario analizar el texto filosófico sobre el tema: "El camino pequeño no es para la gente..." y dar una respuesta a lo que el autor quería decir. En su carta abierta, Halyna Pagutyak calificó estas tareas de "absurdas y un insulto al texto del autor".

## Obras
La ficción vampírica de Pahutiak ha recibido especial atención por parte de la crítica.

### Novelas
- Hospodar. Roman, povist. Kyiv: Radians'kyi pysmennyk, 1986.
- Potrapyty v sad. Roman, opovidannia. Kiev: Molod', 1989.
- Zapysky biloho ptashka. Dva Romany ta povist. [Notas de un pajarillo blanco, 1999.
- Escriba del refugio de las puertas orientales. 2004.
- Sluha z Dobromylia [El siervo de Dobromyl]. 2006. Extracto traducido por Michael M. Naydan como El siervo de Dobromyl o el hijo del vampiro, Metamorfosis 20: 1 (primavera de 2012), pp. 218-237.
- Uriz'ka gityka [Urizh gótico]. 2009.
- Zacharovani muzikanty [Músicos encantados]. 2010.

### Cuentos cortos
- Avantiurkik z Urozha [Aventurero de Urizh].
- 'To Find Yourself in a Garden', en Ed Hogan y Askold Melnyczuk, eds., From Three Worlds: New Ukrainian Writing. Zephyr Press, 1996.
- Ukradene misto [La ciudad robada], 2013. Inquire 3:2.